# The Corner
The Corner ist eine US-amerikanische Miniserie über die Armut einer Familie und ihre Verstrickung in den Drogenmarkt von West-Baltimore. Die Serie basiert auf dem Buch The Corner: A Year in the Life of an Inner-City Neighborhood von David Simon und Ed Burns, von denen ersterer auch als Produzent mitwirkte. Die Serie wurde im Jahr 2000 auf dem US-Kabelsender HBO ausgestrahlt und umfasst sechs Folgen.
The Corner wurde bei der Primetime-Emmy-Verleihung 2000 vierfach für den Emmy nominiert und in den drei Kategorien Miniserie, Regie bei einer Miniserie oder einem Fernsehfilm und Drehbuch bei einer Miniserie, einem Fernsehfilm oder eines Dramas ausgezeichnet.
Einige der Schauspieler traten auch in den späteren HBO-Serien The Wire (mit Ed Burns) und Treme auf, beide von David Simon.
Eine DVD-Veröffentlichung erschien am 22. Juli 2003.